# Catedral de Nuestra Señora de la Concepción (Santarém)
La Catedral de Nuestra Señora de la Concepción o simplemente Catedral de Santarém (en portugués: Sé Catedral de Santarém o  Igreja de Nossa Senhora da Conceição do Colégio dos Jesuítas) anteriormente conocida como Iglesia de Nuestra Señora de la Concepción, está situada en el centro histórico de Santarém, más precisamente en la freguesia de San Salvador en Portugal.

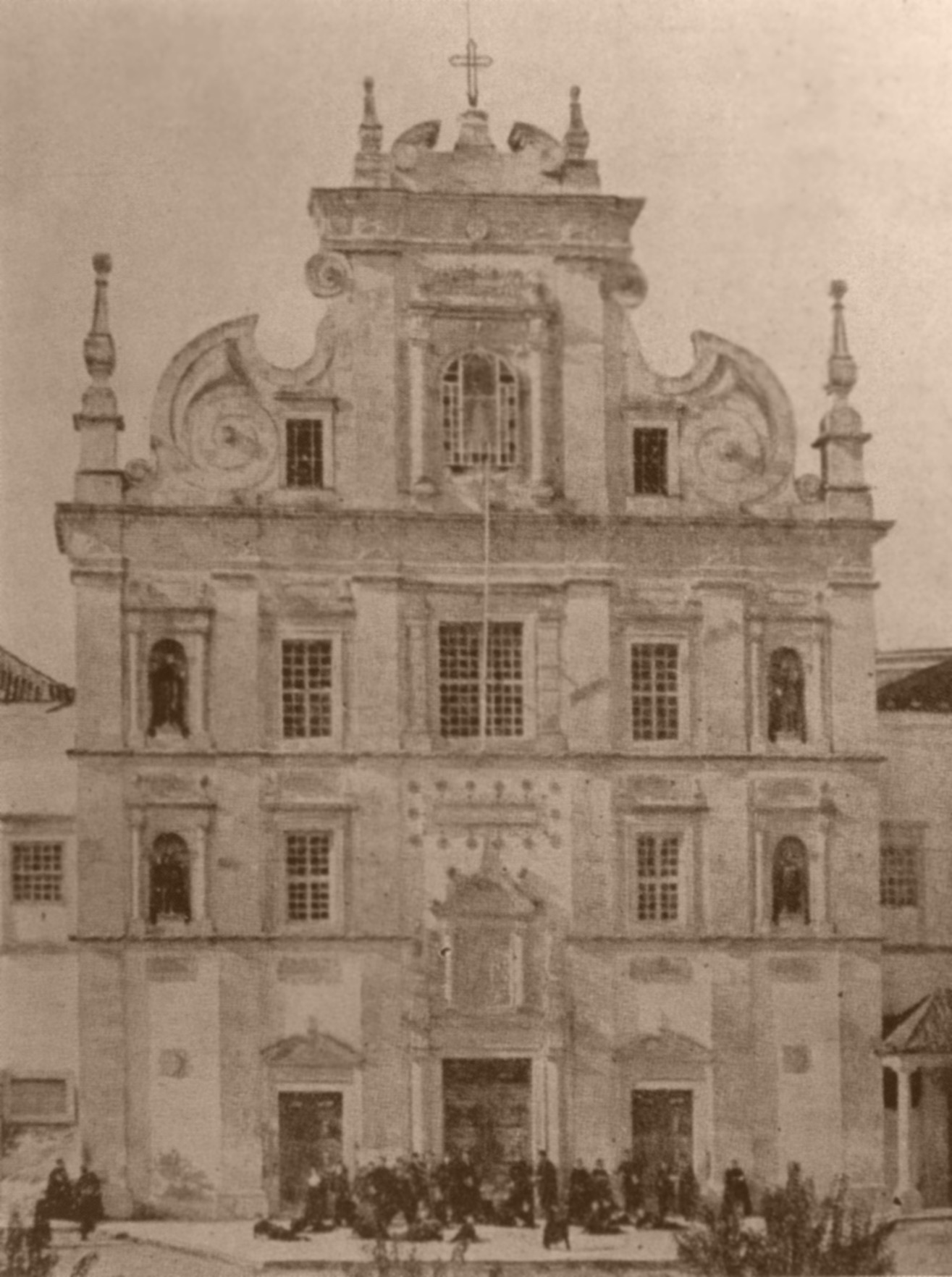
Vista de la iglesia en el

Este templo jesuita, que data del siglo XVII, fue erigido en el sitio donde estaba el palacio real de la Alcazaba Nova, que fue abandonado desde la época del rey Juan II. Más tarde, con la expulsión de los jesuitas de Portugal, por orden del Marqués de Pombal, el edificio comenzó a acoger el Seminario Patriarcal después de la donación D. Maria I, y así se mantuvo hasta el siglo XX.
Cuando se produjo la creación de la diócesis de Santarém, en 1975, la iglesia fue elevada a la estatus de catedral.
El Museo Diocesano de Santarem se encuentra en el Palacio Episcopal, un edificio junto a la Catedral de Santarém.